# Lac de Conza
Le lac de Conza est un lac artificiel d'environ 800 ha construit dans les années 1970 dans lequel se jette  le fleuve côtier Ofanto à Conza della Campania, province d'Avellino en Campanie.

## Description

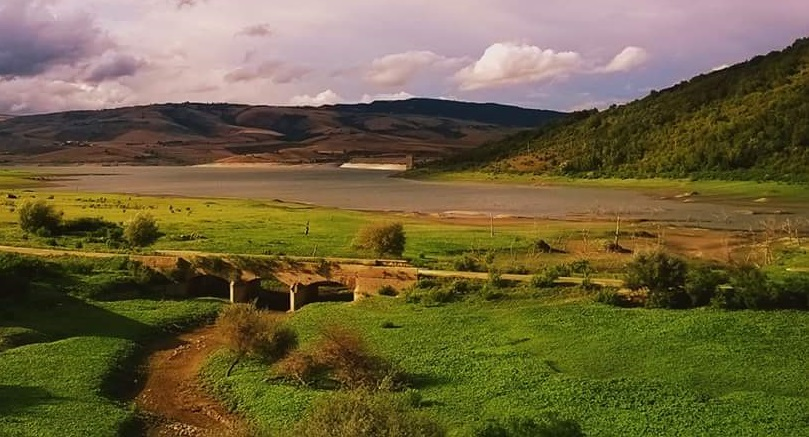
Lac de Conza en basses eaux.

Le barrage de Conza est en exploitation expérimentale depuis 1992, il sous-tend un bassin versant de 252 km2 et crée un réservoir de 63 millions de m3 de capacité utile. Le débit annuel moyen vers la section du barrage est d'environ 99 millions de m3. Le réservoir est destiné à de multiples usages, à l'irrigation et, depuis 2013, à l'abreuvage de troupeaux. 

## Zone protégée
Le bassin fait partie de l'oasis de protection de la faune du lac de Conza, un site d'importance communautaire.